# ФК «Крылья Советов» Куйбышев в сезоне 1960
Сезон 1960 — 16-й сезон «Крыльев Советов» в чемпионате СССР. По итогам чемпионата команда заняла 16-е место и покинула высшую лигу. После окончания первенства СССР-1960 куйбышевцы проиграли три матча в турне по Северной Корее, и это настолько возмутило власти, что команду, "подорвавшую футбольный престиж СССР", несколько лет не выпускали за рубеж.

## Чемпионат СССР

### Предварительный этап

#### Турнирная таблица
| Место | Команда                   | И  | В | Н | П  | Мячи  | О  |
| ----- | ------------------------- | -- | - | - | -- | ----- | -- |
| 5     | Адмиралтеец (Ленинград)   | 20 | 7 | 9 | 4  | 34-24 | 23 |
| 6     | Беларусь (Минск)          | 20 | 9 | 4 | 7  | 24-27 | 22 |
| 7     | Крылья Советов (Куйбышев) | 20 | 6 | 6 | 8  | 22-26 | 18 |
| 8     | Шахтер (Сталино)          | 20 | 5 | 6 | 9  | 24-36 | 16 |
| 9     | Кайрат (Алма-Ата)         | 20 | 6 | 4 | 10 | 19-29 | 16 |

#### Матчи
| 15 апреля 1960 2 тур | Крылья Советов (Куйбышев) | 1:2 | Адмиралтеец (Ленинград) |  |

| 21 апреля 1960 3 тур | Крылья Советов (Куйбышев) | 0:3 | ЦСКА |  |

| 27 апреля 1960 4 тур | Крылья Советов (Куйбышев) | 1:1 | Нефтяник (Баку) |  |

| 02 мая 1960 5 тур | Шахтер (Сталино) | 2:1 | Крылья Советов (Куйбышев) |  |

| 08 мая 1960 6 тур | Беларусь (Минск) | 3:1 | Крылья Советов (Куйбышев) |  |

| 13 мая 1960 7 тур | Спартак (Москва) | 2:1 | Крылья Советов (Куйбышев) |  |

| 20 мая 1960 8 тур | Динамо (Киев) | 0:3 | Крылья Советов (Куйбышев) |  |

| 26 мая 1960 9 тур | Крылья Советов (Куйбышев) | 0:2 | Локомотив (Москва) |  |

| 01 июня 1960 10 тур | Крылья Советов (Куйбышев) | 3:1 | Кайрат (Алма-Ата) |  |

| 07 июня 1960 11 тур | Крылья Советов (Куйбышев) | 0:0 | Спартак (Вильнюс) |  |

| 18 июня 1960 13 тур | ЦСКА | 0:1 | Крылья Советов (Куйбышев) |  |

| 25 июня 1960 14 тур | Адмиралтеец (Ленинград) | 2:2 | Крылья Советов (Куйбышев) |  |

| 01 июля 1960 15 тур | Спартак (Вильнюс) | 1:2 | Крылья Советов (Куйбышев) |  |

| 07 июля 1960 16 тур | Нефтяник (Баку) | 0:0 | Крылья Советов (Куйбышев) |  |

| 13 июля 1960 17 тур | Крылья Советов (Куйбышев) | 2:0 | Шахтер (Сталино) |  |

| 19 июля 1960 18 тур | Крылья Советов (Куйбышев) | 1:0 | Спартак (Москва) |  |

| 25 июля 1960 19 тур | Крылья Советов (Куйбышев) | 0:0 | Беларусь (Минск) |  |

| 31 июля 1960 20 тур | Локомотив (Москва) | 4:1 | Крылья Советов (Куйбышев) |  |

| 06 августа 1960 21 тур | Кайрат (Алма-Ата) | 1:1 | Крылья Советов (Куйбышев) |  |

| 12 августа 1960 22 тур | Крылья Советов (Куйбышев) | 1:2 | Динамо (Киев) |  |

### Финальный этап

#### Турнирная таблица
| Место | Команда                   | И  | В | Н | П | Мячи  | О  |
| ----- | ------------------------- | -- | - | - | - | ----- | -- |
| 14    | Пахтакор (Ташкент)        | 10 | 4 | 3 | 3 | 11-9  | 11 |
| 15    | Зенит (Ленинград)         | 10 | 5 | 1 | 4 | 13-12 | 11 |
| 16    | Крылья Советов (Куйбышев) | 10 | 4 | 2 | 4 | 15-13 | 10 |
| 17    | Шахтер (Сталино)          | 10 | 4 | 2 | 4 | 10-12 | 10 |
| 18    | Кайрат (Алма-Ата)         | 10 | 3 | 0 | 7 | 6-15  | 6  |

#### Результаты матчей
| 23 августа 1960 1 тур | Крылья Советов (Куйбышев) | 0:1 | Кайрат (Алма-Ата) |  |

| 28 августа 1960 2 тур | Крылья Советов (Куйбышев) | 1:0 | Пахтакор (Ташкент) |  |

| 09 сентября 1960 3 тур | Шахтер (Сталино) | 1:0 | Крылья Советов (Куйбышев) |  |

| 14 сентября 1960 4 тур | Авангард (Харьков) | 0:0 | Крылья Советов (Куйбышев) |  |

| 20 сентября 1960 5 тур | Зенит (Ленинград) | 5:3 | Крылья Советов (Куйбышев) |  |

| 02 октября 1960 6 тур | Кайрат (Алма-Ата) | 2:3 | Крылья Советов (Куйбышев) |  |

| 09 октября 1960 7 тур | Крылья Советов (Куйбышев) | 0:1 | Зенит (Ленинград) |  |

| 13 октября 1960 8 тур | Крылья Советов (Куйбышев) | 3:0 | Авангард (Харьков) |  |

| 18 октября 1960 9 тур | Пахтакор (Ташкент) | 1:1 | Крылья Советов (Куйбышев) |  |

| 23 октября 1960 10 тур | Крылья Советов (Куйбышев) | 4:2 | Шахтер (Сталино) |  |